# 甲信・東海地方の郵便番号

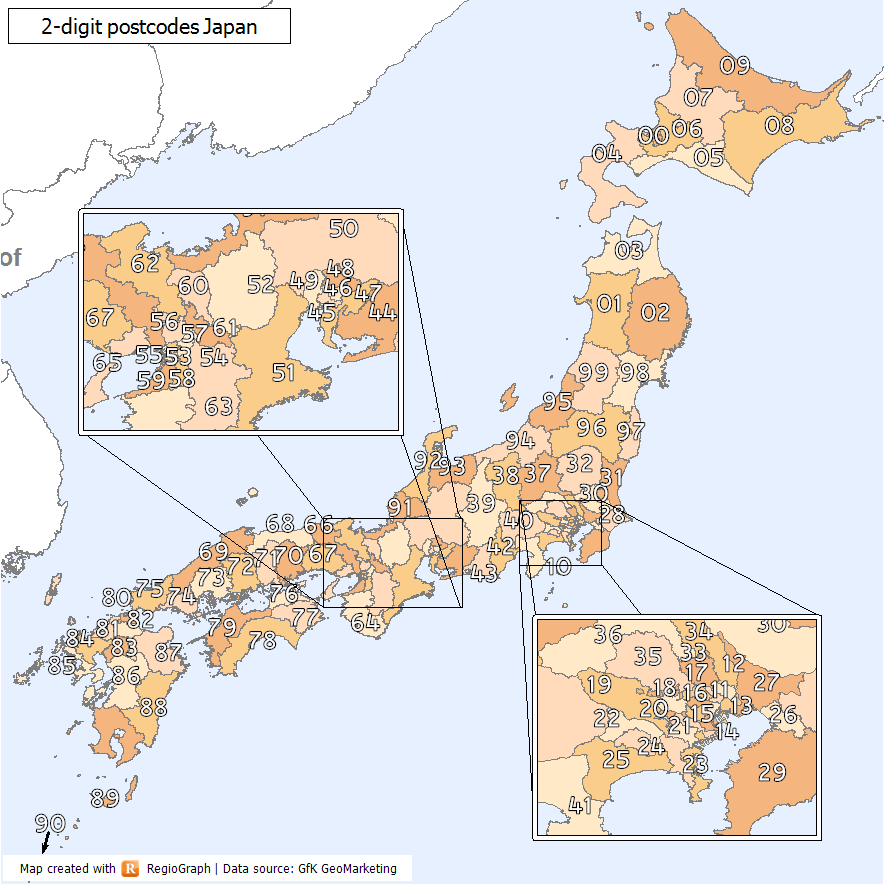
地域番号地図

甲信・東海地方の郵便番号（こうしん・とうかいちほうのゆうびんばんごう）では、日本の甲信・東海地方（長野県・山梨県・静岡県・愛知県・岐阜県）と近畿地方のうち三重県に割り当てられた郵便番号の一覧を示す。

## 郵便番号一覧

### 表記法など
郵便番号と集配局・管轄局の情報は日本郵便が公表する資料  に基づく。郵便番号の頭3桁または5桁を「郵便区番号」といい、下記の一覧に郵便番号の上5桁と一致するものがある場合はその5桁がそのまま郵便区番号となり、上5桁では一致するものがなく上3桁と一致する郵便区番号がある場合はその3桁が郵便区番号となる。
ここでは、資料「郵便区番号一覧」中の凡例より、番号に対し単一の郵便局が記されている場合は集配局・管轄局を同一として記し、「○○（●●）」の形式で記されている場合は括弧内に記された郵便局名（●●）を集配局、括弧の左に記された郵便局名（○○）を管轄局として表記している。なお、これは一部地域を除き2007年（平成19年）の郵政民営化から2012年（平成24年）の間の運営体系であった「郵便事業○○支店●●集配センター」の体制をそのまま引き継いだものである。
各郵便区・郵便番号と担当区域については「郵便番号データダウンロード」 (PDF) の資料を参照している。

### 地域番号38・39（長野県）
| 郵便区番号 | 管轄局         | 集配局         | 担当区域（一部または全域）       | 備考 |
| ---------- | -------------- | -------------- | -------------------------------- | --- |
| 380        | 長野中央郵便局 | 長野中央郵便局 | 長野市                           | |
| 381        | 長野東郵便局   | 長野東郵便局   | 長野市                           | |
| 381-01     | 長野東郵便局   | 長野東郵便局   | 長野市                           | 2006年まで若穂郵便局の担当 |
| 381-02     | 須坂郵便局     | 須坂郵便局     | 上高井郡小布施町                 | 2015年まで小布施郵便局の担当 |
| 381-04     | 須坂郵便局     | 湯田中郵便局   | 下高井郡山ノ内町                 | 1982年まで一部区域は夜間瀬郵使局の担当 |
| 381-12     | 長野南郵便局   | 長野南郵便局   | 長野市                           | 2006年まで松代郵便局の担当 |
| 381-22     | 長野南郵便局   | 長野南郵便局   | 長野市                           | 1983年まで川中島郵便局 1983年まで一部区域は更北郵便局・川中島駅前郵便局の担当 1999年まで一部区域は長野中央郵便局の担当                          |
| 381-23     | 長野南郵便局   | 長野南郵便局   | 長野市                           | 2006年まで信更郵便局の担当 |
| 381-24     | 長野南郵便局   | 信州新町郵便局 | 長野市                           | 1988年まで一部区域は牧郷郵便局・日原郵便局の担当                                                                                                |
| 381-27     | 長野南郵便局   | 信州新町郵便局 | 長野市                           | 2006年まで大岡郵便局の担当 2020年まで長野南郵便局の担当                                                                                         |
| 381-31     | 長野中央郵便局 | 長野中央郵便局 | 長野市                           | 2006年まで七二会郵便局の担当 |
| 381-32     | 長野東郵便局   | 中条郵便局     | 長野市                           | |
| 381-33     | 長野東郵便局   | 高府郵便局     | 上水内郡小川村                   | |
| 381-41     | 長野東郵便局   | 戸隠郵便局     | 長野市                           | 1993年まで旧・戸隠郵便局（現・戸隠神社前郵便局）・柵郵便局の担当 1993年まで「381-41」「381-42」                                                 |
| 381-43     | 長野東郵便局   | 鬼無里郵便局   | 長野市                           | |
| 382        | 須坂郵便局     | 須坂郵便局     | 須坂市、上高井郡高山村           | |
| 383        | 信州中野郵便局 | 信州中野郵便局 | 中野市                           | |
| 384        | 小諸郵便局     | 小諸郵便局     | 小諸市、吾妻郡嬬恋村<群馬県>     | 1994年まで一部区域は滋野郵便局の担当 |
| 384-03     | 佐久郵便局     | 佐久郵便局     | 佐久市                           | 2007年まで臼田郵便局の担当 |
| 384-04     | 佐久郵便局     | 佐久郵便局     | 佐久市                           | 2007年まで田口郵便局の担当 |
| 384-05     | 佐久郵便局     | 佐久郵便局     | 南佐久郡佐久穂町                 | 2007年まで海瀬郵便局の担当 |
| 384-06     | 佐久郵便局     | 佐久郵便局     | 南佐久郡佐久穂町、佐久市         | 2007年まで高野町郵便局の担当 |
| 384-07     | 佐久郵便局     | 佐久郵便局     | 南佐久郡佐久穂町                 | 2006年まで八千穂郵便局の担当 |
| 384-11     | 佐久郵便局     | 小海郵便局     | 南佐久郡小海町                   | |
| 384-12     | 佐久郵便局     | 南相木郵便局   | 南佐久郡北相木村、南相木村       | |
| 384-13     | 佐久郵便局     | 海ノ口郵便局   | 南佐久郡南牧村                   | |
| 384-14     | 佐久郵便局     | 川上郵便局     | 南佐久郡川上村                   | 2007年まで川上郵便局の担当 2016年まで海ノ口郵便局の担当                                                                                         |
| 384-21     | 佐久郵便局     | 佐久郵便局     | 佐久市                           | 2007年まで浅科郵便局の担当 |
| 384-22     | 佐久郵便局     | 望月郵便局     | 佐久市、北佐久郡立科町           | |
| 384-23     | 佐久郵便局     | 立科郵便局     | 北佐久郡立科町                   | |
| 385        | 佐久郵便局     | 佐久郵便局     | 佐久市                           | 1998年まで野沢郵便局 1998年まで一部区域は岸野郵便局・岩村田郵便局の担当 1998年まで「384-01」「384-02」「385」                                   |
| 386        | 上田郵便局     | 上田郵便局     | 上田市                           | 1986年まで一部区域は殿城郵便局の担当 |
| 386-01     | 上田郵便局     | 上田郵便局     | 上田市                           | 1998年まで大屋郵便局（現：大屋駅郵便局）の担当                                                                                                  |
| 386-03     | 上田郵便局     | 丸子郵便局     | 上田市                           | 2006年まで西内郵便局の担当 |
| 386-04     | 上田郵便局     | 丸子郵便局     | 上田市                           | |
| 386-05     | 上田郵便局     | 武石郵便局     | 上田市                           | |
| 386-06     | 上田郵便局     | 長門郵便局     | 小県郡長和町                     | |
| 386-07     | 上田郵便局     | 長門郵便局     | 小県郡長和町                     | 2007年まで小県和田郵便局の担当 |
| 386-11     | 上田郵便局     | 上田郵便局     | 上田市                           | 1998年まで川辺郵便局の担当 |
| 386-12     | 上田郵便局     | 東塩田郵便局   | 上田市                           | |
| 386-13     | 上田郵便局     | 塩田郵便局     | 上田市                           | |
| 386-14     | 上田郵便局     | 別所郵便局     | 上田市                           | |
| 386-15     | 上田郵便局     | 浦里郵便局     | 上田市                           | |
| 386-16     | 上田郵便局     | 青木郵便局     | 小県郡青木村                     | |
| 386-22     | 上田郵便局     | 真田郵便局     | 上田市、須坂市                   | 1986年まで一部区域は殿城郵便局・傍陽郵便局の担当                                                                                                |
| 387        | 千曲郵便局     | 千曲郵便局     | 千曲市                           | |
| 388        | 長野南郵便局   | 長野南郵便局   | 長野市                           | 1999年まで篠ノ井郵便局の担当 2000年まで一部区域は松代郵便局の担当                                                                               |
| 388-80     | 長野南郵便局   | 長野南郵便局   | 長野市                           | 1999年まで篠ノ井郵便局の担当 2000年まで一部区域は松代郵便局の担当                                                                               |
| 389-01     | 佐久郵便局     | 軽井沢郵便局   | 北佐久郡軽井沢町、安中市<群馬県> | |
| 389-02     | 小諸郵便局     | 小諸郵便局     | 北佐久郡御代田町                 | 2007年まで御代田郵便局の担当 |
| 389-04     | 上田郵便局     | 北御牧郵便局   | 東御市                           | |
| 389-05     | 上田郵便局     | 東御郵便局     | 東御市                           | 1994年まで一部区域は滋野郵便局の担当 2014年まで田中郵便局                                                                                       |
| 389-06     | 上田郵便局     | 坂城郵便局     | 埴科郡坂城町                     | 1984年まで一部区域は力石郵便局の担当 |
| 389-08     | 長野南郵便局   | 戸倉郵便局     | 千曲市                           | 1984年まで一部区域は力石郵便局の担当 |
| 389-11     | 長野東郵便局   | 長野東郵便局   | 長野市                           | 2006年まで豊野郵便局の担当 |
| 389-12     | 長野東郵便局   | 信濃町郵便局   | 上水内郡飯綱町                   | 2006年まで牟礼郵便局の担当 |
| 389-13     | 長野東郵便局   | 信濃町郵便局   | 上水内郡信濃町                   | |
| 389-21     | 須坂郵便局     | 豊井郵便局     | 中野市                           | |
| 389-22     | 飯山郵便局     | 飯山郵便局     | 飯山市、妙高市<新潟県>           | |
| 389-23     | 飯山郵便局     | 木島平郵便局   | 下高井郡木島平村、飯山市、中野市 | |
| 389-24     | 飯山郵便局     | 常盤郵便局     | 飯山市                           | |
| 389-25     | 飯山郵便局     | 木島平郵便局   | 下高井郡野沢温泉村               | 2006年まで野沢温泉郵便局の担当 |
| 389-26     | 飯山郵便局     | 桑名川郵便局   | 飯山市、下高井郡野沢温泉村       | |
| 389-27     | 飯山郵便局     | 桑名川郵便局   | 下水内郡栄村                     | 2007年まで平滝郵便局の担当 |
| 390        | 松本郵便局     | 松本郵便局     | 松本市                           | |
| 390-02     | 松本南郵便局   | 里山辺郵便局   | 松本市                           | |
| 390-03     | 松本郵便局     | 松本郵便局     | 松本市                           | 2025年まで浅間温泉郵便局の担当 |
| 390-11     | 松本南郵便局   | 今井郵便局     | 東筑摩郡朝日村、松本市           | |
| 390-12     | 松本南郵便局   | 松本南郵便局   | 松本市                           | 2021年6月19日まで和田町郵便局の担当 |
| 390-13     | 松本南郵便局   | 山形郵便局     | 東筑摩郡山形村                   | |
| 390-14     | 松本南郵便局   | 波田郵便局     | 松本市                           | |
| 390-15     | 松本南郵便局   | 波田郵便局     | 松本市                           | 2006年まで島々郵便局の担当 |
| 390-16     | 松本南郵便局   | 波田郵便局     | 松本市                           | 2006年まで奈川郵便局の担当 |
| 390-17     | 松本南郵便局   | 梓川郵便局     | 松本市                           | |
| 391        | 茅野郵便局     | 茅野郵便局     | 茅野市、諏訪郡富士見町           | 1984年まで一部区域は信濃金沢郵便局の担当 1988年まで一部区域は玉川郵便局の担当                                                                   |
| 391-01     | 茅野郵便局     | 原郵便局       | 諏訪郡原村                       | 1984年まで一部区域は信濃金沢郵便局の担当 1988年まで玉川郵便局の担当 （茅野市内地域は「391」「391-02」へ番号変更・茅野郵便局・豊平郵便局へ移管） |
| 391-02     | 茅野郵便局     | 豊平郵便局     | 茅野市                           | 1984年まで一部区域は信濃金沢郵便局の担当 1988年まで一部区域は玉川郵便局の担当                                                                   |
| 391-03     | 茅野郵便局     | 北山郵便局     | 茅野市、北佐久郡立科町           | |
| 392        | 諏訪郵便局     | 諏訪郵便局     | 諏訪市                           | |
| 392-01     | 諏訪郵便局     | 諏訪郵便局     | 諏訪市                           | 2006年まで湖南郵便局の担当 |
| 393        | 下諏訪郵便局   | 下諏訪郵便局   | 諏訪郡下諏訪町                   | |
| 394        | 岡谷郵便局     | 岡谷郵便局     | 岡谷市                           | |
| 395        | 飯田郵便局     | 飯田郵便局     | 飯田市                           | |
| 395-01     | 飯田郵便局     | 飯田郵便局     | 飯田市                           | 2004年まで伊賀良郵便局の担当 |
| 395-02     | 飯田郵便局     | 飯田郵便局     | 飯田市                           | 2006年まで山本郵便局の担当 |
| 395-03     | 飯田郵便局     | 阿智郵便局     | 下伊那郡阿智村                   | |
| 395-04     | 飯田郵便局     | 阿智郵便局     | 下伊那郡阿智村                   | 2007年まで清内路郵便局の担当 |
| 395-05     | 飯田郵便局     | 阿智郵便局     | 下伊那郡阿智村                   | 2007年まで浪合郵便局の担当 |
| 395-06     | 飯田郵便局     | 平谷郵便局     | 下伊那郡平谷村                   | |
| 395-07     | 飯田郵便局     | 平谷郵便局     | 下伊那郡根羽村                   | 2007年まで根羽郵便局の担当 |
| 395-11     | 飯田郵便局     | 喬木郵便局     | 下伊那郡喬木村                   | |
| 396        | 伊那郵便局     | 伊那郵便局     | 伊那市                           | 2025年2月2日まで一部区域（西箕輪）は南箕輪郵便局の担当                                                                                          |
| 396-01     | 伊那郵便局     | 美篶郵便局     | 伊那市                           | |
| 396-02     | 伊那郵便局     | 高遠郵便局     | 伊那市                           | |
| 396-03     | 伊那郵便局     | 長藤郵便局     | 伊那市                           | |
| 396-04     | 伊那郵便局     | 高遠郵便局     | 伊那市                           | 2006年まで美和郵便局の担当 |
| 396-06     | 伊那郵便局     | 美篶郵便局     | 伊那市                           | 2006年まで富県郵便局の担当 |
| 397        | 木曽福島郵便局 | 木曽福島郵便局 | 木曽郡木曽町                     | |
| 397-01     | 木曽福島郵便局 | 三岳郵便局     | 木曽郡木曽町                     | |
| 397-02     | 木曽福島郵便局 | 三岳郵便局     | 木曽郡王滝村                     | 2006年まで王滝郵便局の担当 |
| 397-03     | 木曽福島郵便局 | 開田郵便局     | 木曽郡木曽町                     | |
| 398        | 大町郵便局     | 大町郵便局     | 大町市                           | |
| 399        | 松本南郵便局   | 松本南郵便局   | 松本市、塩尻市                   | 1985年まで「399-65」 |
| 399-01     | 茅野郵便局     | 富士見郵便局   | 諏訪郡富士見町                   | 2006年まで境郵便局の担当 |
| 399-02     | 茅野郵便局     | 富士見郵便局   | 諏訪郡富士見町                   | |
| 399-04     | 伊那郵便局     | 辰野郵便局     | 上伊那郡辰野町                   | |
| 399-05     | 伊那郵便局     | 辰野郵便局     | 上伊那郡辰野町                   | 2006年まで川島郵便局の担当 |
| 399-06     | 伊那郵便局     | 小野郵便局     | 上伊那郡辰野町、塩尻市           | |
| 399-07     | 塩尻郵便局     | 塩尻郵便局     | 塩尻市                           | |
| 399-12     | 飯田郵便局     | 平岡郵便局     | 下伊那郡天龍村、飯田市           | 1981年まで一部区域は神原郵便局の担当 |
| 399-13     | 飯田郵便局     | 遠山郵便局     | 飯田市                           | |
| 399-14     | 飯田郵便局     | 遠山郵便局     | 飯田市                           | 2006年まで上村郵便局の担当 |
| 399-15     | 飯田郵便局     | 阿南町郵便局   | 下伊那郡阿南町                   | 1985年まで一部区域は富草郵便局の担当 |
| 399-16     | 飯田郵便局     | 旦開郵便局     | 下伊那郡売木村、阿南町           | |
| 399-18     | 飯田郵便局     | 泰阜郵便局     | 下伊那郡泰阜村                   | |
| 399-21     | 飯田郵便局     | 下条郵便局     | 下伊那郡下條村                   | |
| 399-22     | 飯田郵便局     | 龍江郵便局     | 飯田市                           | 1988年まで一部区域は千代郵便局の担当 |
| 399-24     | 飯田郵便局     | 龍江郵便局     | 飯田市                           | 2006年まで天竜峡郵便局の担当 |
| 399-25     | 飯田郵便局     | 飯田郵便局     | 飯田市                           | 2004年まで竜丘郵便局の担当 |
| 399-26     | 飯田郵便局     | 飯田郵便局     | 飯田市                           | 2006年まで下久堅郵便局の担当 |
| 399-31     | 飯田郵便局     | 市田郵便局     | 下伊那郡高森町                   | |
| 399-32     | 飯田郵便局     | 豊丘郵便局     | 下伊那郡豊丘村                   | |
| 399-33     | 飯田郵便局     | 大島郵便局     | 下伊那郡松川町、豊丘村           | 1985年まで一部区域は七久保郵便局の担当 1987年まで一部区域は生田郵便局の担当                                                                     |
| 399-35     | 飯田郵便局     | 大島郵便局     | 下伊那郡大鹿村                   | 2006年まで大鹿郵便局の担当 |
| 399-37     | 駒ヶ根郵便局   | 駒ヶ根郵便局   | 上伊那郡飯島町                   | 2006年まで飯島郵便局の担当 |
| 399-38     | 駒ヶ根郵便局   | 駒ヶ根郵便局   | 上伊那郡中川村                   | 2006年まで中川郵便局の担当 |
| 399-41     | 駒ヶ根郵便局   | 駒ヶ根郵便局   | 駒ヶ根市                         | |
| 399-42     | 駒ヶ根郵便局   | 駒ヶ根郵便局   | 駒ヶ根市                         | 2006年まで中沢郵便局の担当 |
| 399-43     | 伊那郵便局     | 宮田郵便局     | 上伊那郡宮田村、駒ヶ根市         | |
| 399-44     | 伊那郵便局     | 西春近郵便局   | 伊那市                           | |
| 399-45     | 伊那郵便局     | 南箕輪郵便局   | 上伊那郡南箕輪村                 | |
| 399-46     | 伊那郵便局     | 箕輪郵便局     | 上伊那郡箕輪町                   | |
| 399-53     | 木曽福島郵便局 | 南木曾郵便局   | 木曽郡南木曽町                   | 1984年まで一部区域は妻籠郵便局の担当 |
| 399-55     | 木曽福島郵便局 | 大桑郵便局     | 木曽郡大桑村                     | |
| 399-56     | 木曽福島郵便局 | 上松郵便局     | 木曽郡上松町                     | |
| 399-61     | 木曽福島郵便局 | 木曽福島郵便局 | 木曽郡木曽町                     | 2020年3月1日まで宮越郵便局の担当 |
| 399-62     | 木曽福島郵便局 | 薮原郵便局     | 木曽郡木祖村                     | |
| 399-63     | 松本南郵便局   | 奈良井郵便局   | 塩尻市                           | |
| 399-64     | 松本南郵便局   | 洗馬郵便局     | 塩尻市                           | |
| 399-71     | 穂高郵便局     | 穂高郵便局     | 安曇野市                         | 2006年まで明科郵便局の担当 |
| 399-72     | 穂高郵便局     | 生坂郵便局     | 安曇野市、東筑摩郡生坂村         | |
| 399-73     | 穂高郵便局     | 生坂郵便局     | 大町市、東筑摩郡生坂村           | 2006年まで広津郵便局の担当 |
| 399-74     | 松本南郵便局   | 会田郵便局     | 松本市                           | 1986年まで一部区域は錦部郵便局の担当 |
| 399-75     | 穂高郵便局     | 西条郵便局     | 東筑摩郡筑北村                   | |
| 399-76     | 穂高郵便局     | 西条郵便局     | 東筑摩郡筑北村                   | 2006年まで坂北郵便局の担当 |
| 399-77     | 穂高郵便局     | 麻績郵便局     | 東筑摩郡麻績村、筑北村           | |
| 399-81     | 豊科郵便局     | 豊科郵便局     | 安曇野市                         | 2006年まで三郷郵便局の担当 |
| 399-82     | 豊科郵便局     | 豊科郵便局     | 安曇野市、松本市                 | |
| 399-83     | 穂高郵便局     | 穂高郵便局     | 安曇野市                         | 1982年まで一部区域は有明郵便局の担当 |
| 399-85     | 穂高郵便局     | 穂高郵便局     | 北安曇郡松川村                   | 2006年まで松川郵便局の担当 |
| 399-86     | 穂高郵便局     | 穂高郵便局     | 北安曇郡池田町                   | 2006年まで池田郵便局の担当 |
| 399-91     | 大町郵便局     | 大町郵便局     | 大町市                           | 2006年まで美麻郵便局の担当 |
| 399-92     | 大町郵便局     | 白馬郵便局     | 北安曇郡白馬村                   | 2003年まで神城郵便局の担当 |
| 399-93     | 大町郵便局     | 白馬郵便局     | 北安曇郡白馬村                   | |
| 399-94     | 大町郵便局     | 南小谷郵便局   | 北安曇郡小谷村                   | |
| 399-95     | 大町郵便局     | 中土郵便局     | 北安曇郡小谷村                   | |
| 399-96     | 大町郵便局     | 中土郵便局     | 北安曇郡小谷村                   | 2007年まで北小谷郵便局の担当 |

### 地域番号40（山梨県）
| 郵便区番号 | 管轄局           | 集配局           | 担当区域（一部または全域）   | 備考 |
| ---------- | ---------------- | ---------------- | ---------------------------- | --- |
| 400        | 甲府中央郵便局   | 甲府中央郵便局   | 甲府市                       | 2007年まで一部区域は吉沢郵便局の担当 |
| 400-01     | 竜王郵便局       | 竜王郵便局       | 甲斐市                       | 2007年まで一部区域は双葉郵便局の担当 |
| 400-02     | 南アルプス郵便局 | 白根郵便局       | 南アルプス市                 | |
| 400-03     | 南アルプス郵便局 | 南アルプス郵便局 | 南アルプス市                 | 1977年まで小笠原郵便局の担当 |
| 400-04     | 南アルプス郵便局 | 南アルプス郵便局 | 南アルプス市                 | 1977年まで荊沢郵便局の担当 |
| 400-05     | 南アルプス郵便局 | 青柳郵便局       | 南巨摩郡富士川町             | |
| 400-06     | 南アルプス郵便局 | 鰍沢郵便局       | 南巨摩郡富士川町             | 1988年まで一部区域は黒沢郵便局の担当 |
| 400-11     | 竜王郵便局       | 竜王郵便局       | 甲斐市                       | 2007年まで吉沢郵便局の担当 （甲府市内地域は「400」へ番号変更・甲府中央郵便局へ移管） 2007年まで一部区域は昇仙峡郵便局の担当 2007年まで一部区域は双葉郵便局の担当                        |
| 400-12     | 甲府中央郵便局   | 甲府中央郵便局   | 甲府市                       | 2007年まで昇仙峡郵便局の担当 （甲斐市内地域は「400-11」へ番号変更・竜王郵便局へ移管）                                                                                                   |
| 400-15     | 甲府中央郵便局   | 甲府中央郵便局   | 甲府市、中央市               | 2015年まで中道郵便局の担当 |
| 401        | 上野原郵便局     | 大月郵便局       | 大月市                       | 1983年まで一部区域は初狩郵便局の担当 |
| 401-02     | 上野原郵便局     | 上野原郵便局     | 上野原市                     | 2006年まで秋山郵便局の担当 |
| 401-03     | 富士吉田郵便局   | 河口湖郵便局     | 南都留郡富士河口湖町、鳴沢村 | 1989年まで一部区域は勝山郵便局の担当 2007年まで一部区域は上九一色郵便局の担当 |
| 401-05     | 富士吉田郵便局   | 山中湖郵便局     | 南都留郡山中湖村、忍野村     | |
| 402        | 富士吉田郵便局   | 都留郵便局       | 都留市                       | 1978年まで旧・都留郵便局（現・都留中央二郵便局）・禾生郵便局・宝郵便局の担当 1978年まで「402」「401-01」「402-01」                                                                      |
| 402-02     | 富士吉田郵便局   | 都留郵便局       | 南都留郡道志村               | 2006年まで道志郵便局の担当 |
| 403        | 富士吉田郵便局   | 富士吉田郵便局   | 富士吉田市、南都留郡西桂町   | |
| 404        | 山梨郵便局       | 塩山郵便局       | 山梨市、甲州市               | 1984年まで一部区域は牧丘郵便局の担当 |
| 404-02     | 山梨郵便局       | 塩山郵便局       | 山梨市、甲州市               | 2006年まで三富郵便局の担当 |
| 405        | 山梨郵便局       | 山梨郵便局       | 山梨市、笛吹市               | 1992年まで一部区域は一宮郵便局の担当 |
| 406        | 石和郵便局       | 石和郵便局       | 笛吹市                       | 1989年まで一部区域は八代郵便局・御坂郵便局の担当 |
| 407        | 韮崎郵便局       | 韮崎郵便局       | 韮崎市                       | |
| 407-01     | 韮崎郵便局       | 韮崎郵便局       | 韮崎市                       | 2007年まで双葉郵便局の担当 （甲斐市内地域は「400-01」「400-11」へ番号変更・竜王郵便局へ移管） 2009年まで竜王支店中田集配センター（中田郵便局併設）の担当                                |
| 407-02     | 韮崎郵便局       | 韮崎郵便局       | 韮崎市                       | 2009年まで竜王支店中田集配センター（中田郵便局併設）の担当 |
| 407-03     | 北杜郵便局       | 北杜郵便局       | 北杜市                       | 2007年まで津金郵便局の担当 |
| 408        | 北杜郵便局       | 北杜郵便局       | 北杜市                       | 2007年まで日野春郵便局の担当 |
| 408-01     | 北杜郵便局       | 北杜郵便局       | 北杜市                       | 2007年まで須玉郵便局の担当 |
| 408-02     | 北杜郵便局       | 北杜郵便局       | 北杜市                       | 2007年まで中田郵便局の担当 |
| 408-03     | 北杜郵便局       | 北杜郵便局       | 北杜市                       | 2007年まで台ヶ原郵便局の担当 |
| 409-01     | 上野原郵便局     | 上野原郵便局     | 上野原市、北都留郡小菅村     | 1985年まで一部区域は四方津郵便局の担当 2004年まで一部区域は西原郵便局の担当 |
| 409-02     | 上野原郵便局     | 上野原郵便局     | 北都留郡小菅村               | 2004年まで西原郵便局の担当 （上野原市内・小菅村内の一部地域は「409-01」へ番号変更・上野原郵便局へ移管） 2015年まで丹波山郵便局の担当                                                    |
| 409-03     | 上野原郵便局     | 上野原郵便局     | 北都留郡丹波山村             | 2015年まで丹波山郵便局の担当 |
| 409-05     | 上野原郵便局     | 上野原郵便局     | 大月市                       | 2006年まで鳥沢郵便局の担当 |
| 409-06     | 上野原郵便局     | 上野原郵便局     | 大月市                       | 2006年まで猿橋郵便局の担当 |
| 409-12     | 山梨郵便局       | 勝沼郵便局       | 甲州市                       | 2007年まで大和郵便局の担当 |
| 409-13     | 山梨郵便局       | 勝沼郵便局       | 甲州市                       | |
| 409-15     | 北杜郵便局       | 北杜郵便局       | 北杜市                       | 2007年まで大泉郵便局の担当 |
| 409-21     | 峡南郵便局       | 南部郵便局       | 南巨摩郡南部町               | 2007年まで万沢郵便局の担当 |
| 409-22     | 峡南郵便局       | 南部郵便局       | 南巨摩郡南部町               | |
| 409-23     | 峡南郵便局       | 南部郵便局       | 南巨摩郡南部町               | 2007年まで内船郵便局の担当 |
| 409-24     | 峡南郵便局       | 身延郵便局       | 南巨摩郡身延町               | 2007年まで大河内郵便局の担当 |
| 409-25     | 峡南郵便局       | 身延郵便局       | 南巨摩郡身延町               | 1986年まで一部区域は下山郵便局の担当 |
| 409-27     | 峡南郵便局       | 峡南郵便局       | 南巨摩郡早川町               | 2007年まで早川郵便局の担当 |
| 409-29     | 峡南郵便局       | 峡南郵便局       | 南巨摩郡身延町               | 2006年まで富里郵便局の担当 |
| 409-31     | 峡南郵便局       | 峡南郵便局       | 南巨摩郡身延町               | 1983年まで久那土郵便局の担当 |
| 409-32     | 峡南郵便局       | 峡南郵便局       | 西八代郡市川三郷町           | 1983年まで岩間郵便局 |
| 409-33     | 峡南郵便局       | 峡南郵便局       | 南巨摩郡身延町               | 2006年まで切石郵便局の担当 |
| 409-34     | 峡南郵便局       | 峡南郵便局       | 南巨摩郡身延町               | 2006年まで飯富郵便局の担当 |
| 409-36     | 田富郵便局       | 田富郵便局       | 西八代郡市川三郷町           | 2006年まで市川大門郵便局の担当 2007年まで一部区域は上九一色郵便局の担当 |
| 409-37     | 甲府中央郵便局   | 甲府中央郵便局   | 笛吹市、甲府市               | 2007年まで上九一色郵便局の担当 （富士河口湖町内地域は「401-03」へ番号変更・河口湖郵便局へ移管） （市川三郷町内地域は「409-36」へ番号変更・田富郵便局へ移管） 2015年まで中道郵便局の担当 |
| 409-38     | 田富郵便局       | 田富郵便局       | 中央市、中巨摩郡昭和町       | |

### 地域番号41-43（静岡県）
| 郵便区番号 | 管轄局         | 集配局         | 担当区域（一部または全域）                 | 備考 |
| ---------- | -------------- | -------------- | ------------------------------------------ | --- |
| 410        | 沼津郵便局     | 沼津郵便局     | 沼津市                                     | |
| 410-01     | 沼津郵便局     | 沼津郵便局     | 沼津市                                     | 2006年まで三の浦郵便局の担当 |
| 410-02     | 沼津郵便局     | 沼津郵便局     | 沼津市                                     | 1996年まで三津郵便局の担当 2006年まで三の浦郵便局の担当                                                                             |
| 410-03     | 沼津郵便局     | 沼津郵便局     | 沼津市                                     | 2017年まで沼津西郵便局の担当 |
| 410-11     | 裾野郵便局     | 裾野郵便局     | 裾野市                                     | |
| 410-12     | 裾野郵便局     | 裾野郵便局     | 裾野市                                     | 2015年まで須山郵便局の担当 |
| 410-13     | 御殿場郵便局   | 駿河小山郵便局 | 駿東郡小山町                               | |
| 410-14     | 御殿場郵便局   | 駿河小山郵便局 | 駿東郡小山町                               | 2015年まで須走郵便局の担当 |
| 410-21     | 三島郵便局     | 韮山郵便局     | 伊豆の国市                                 | |
| 410-22     | 三島郵便局     | 伊豆長岡郵便局 | 伊豆の国市                                 | |
| 410-23     | 三島郵便局     | 大仁郵便局     | 伊豆の国市                                 | |
| 410-24     | 三島郵便局     | 修善寺郵便局   | 伊豆市                                     | |
| 410-25     | 三島郵便局     | 修善寺郵便局   | 伊豆市                                     | 2007年まで中伊豆郵便局の担当 |
| 410-32     | 三島郵便局     | 湯ヶ島郵便局   | 伊豆市                                     | |
| 410-33     | 沼津郵便局     | 土肥郵便局     | 伊豆市                                     | |
| 410-34     | 沼津郵便局     | 戸田郵便局     | 沼津市                                     | |
| 410-35     | 沼津郵便局     | 田子郵便局     | 賀茂郡西伊豆町                             | |
| 410-36     | 沼津郵便局     | 松崎郵便局     | 賀茂郡松崎町                               | |
| 411        | 三島郵便局     | 三島郵便局     | 三島市、駿東郡清水町、長泉町、田方郡函南町 | |
| 412        | 御殿場郵便局   | 御殿場郵便局   | 御殿場市                                   | |
| 413        | 熱海郵便局     | 熱海郵便局     | 熱海市                                     | |
| 413-01     | 熱海郵便局     | 熱海郵便局     | 熱海市、伊東市                             | 2006年まで南熱海郵便局の担当 |
| 413-02     | 伊東郵便局     | 伊東郵便局     | 伊東市                                     | 2006年まで伊豆高原郵便局の担当 |
| 413-03     | 伊東郵便局     | 熱川郵便局     | 賀茂郡東伊豆町                             | |
| 413-04     | 伊東郵便局     | 熱川郵便局     | 賀茂郡東伊豆町                             | 2015年まで稲取郵便局の担当 |
| 413-05     | 伊東郵便局     | 河津郵便局     | 賀茂郡河津町                               | 1988年まで一部区域は上河津郵便局の担当                                                                                              |
| 413-07     | 下田郵便局     | 下田郵便局     | 下田市                                     | 2015年まで箕作郵便局の担当 |
| 414        | 伊東郵便局     | 伊東郵便局     | 伊東市                                     | |
| 415        | 下田郵便局     | 下田郵便局     | 下田市                                     | |
| 415-01     | 下田郵便局     | 下賀茂郵便局   | 賀茂郡南伊豆町                             | 2015年まで竹麻郵便局の担当 |
| 415-03     | 下田郵便局     | 下賀茂郵便局   | 賀茂郡南伊豆町                             | 1987年まで一部区域は南上郵便局の担当                                                                                                |
| 415-05     | 下田郵便局     | 下賀茂郵便局   | 賀茂郡南伊豆町                             | 2015年まで子浦郵便局の担当 |
| 416        | 富士郵便局     | 富士郵便局     | 富士市                                     | |
| 417        | 吉原郵便局     | 吉原郵便局     | 富士市                                     | |
| 418        | 富士宮郵便局   | 富士宮郵便局   | 富士宮市                                   | |
| 418-01     | 吉原郵便局     | 北山郵便局     | 富士宮市                                   | 1991年まで一部区域は上井出郵便局・上野郵便局の担当                                                                                  |
| 419        | 静岡郵便局     |                | 静岡県東部、中部                           | 地域区分専門郵便局 |
| 419-01     | 三島郵便局     | 函南郵便局     | 田方郡函南町                               | |
| 419-02     | 吉原郵便局     | 富士北郵便局   | 富士市                                     | |
| 419-03     | 富士宮郵便局   | 富士宮郵便局   | 富士宮市                                   | 2006年まで芝川郵便局の担当 |
| 420        | 静岡中央郵便局 | 静岡中央郵便局 | 静岡市葵区                                 | |
| 421-01     | 静岡南郵便局   | 静岡南郵便局   | 静岡市駿河区                               | 2017年まで静岡西郵便局の担当 |
| 421-02     | 焼津郵便局     | 大井川郵便局   | 焼津市                                     | |
| 421-03     | 焼津郵便局     | 吉田郵便局     | 榛原郡吉田町                               | |
| 421-04     | 島田郵便局     | 榛原郵便局     | 牧之原市                                   | |
| 421-05     | 相良郵便局     | 相良郵便局     | 牧之原市                                   | |
| 421-11     | 焼津郵便局     | 岡部郵便局     | 藤枝市                                     | |
| 421-12     | 静岡中央郵便局 | 静岡中央郵便局 | 静岡市葵区                                 | 2006年まで服織郵便局の担当 |
| 421-13     | 静岡中央郵便局 | 清沢郵便局     | 静岡市葵区                                 | |
| 421-14     | 静岡中央郵便局 | 日向郵便局     | 静岡市葵区                                 | |
| 421-21     | 静岡南郵便局   | 賤機郵便局     | 静岡市葵区                                 | |
| 421-22     | 静岡南郵便局   | 賤機郵便局     | 静岡市葵区                                 | 2015年まで落合郵便局の担当 |
| 421-23     | 静岡南郵便局   | 賤機郵便局     | 静岡市葵区                                 | 2015年まで大河内郵便局の担当 |
| 421-31     | 清水郵便局     | 由比郵便局     | 静岡市清水区                               | |
| 421-32     | 清水郵便局     | 蒲原郵便局     | 静岡市清水区                               | |
| 421-33     | 清水郵便局     | 富士川郵便局   | 富士市                                     | |
| 422        | 静岡南郵便局   | 静岡南郵便局   | 静岡市駿河区                               | |
| 424        | 清水郵便局     | 清水郵便局     | 静岡市清水区                               | |
| 424-01     | 清水郵便局     | 清水郵便局     | 静岡市清水区                               | 2000年まで庵原郵便局の担当 |
| 424-02     | 清水郵便局     | 清水郵便局     | 静岡市清水区                               | 2000年まで興津郵便局の担当 |
| 424-03     | 清水郵便局     | 清水郵便局     | 静岡市清水区                               | 2006年まで小島郵便局の担当 |
| 424-04     | 清水郵便局     | 清水郵便局     | 静岡市清水区                               | 2006年まで和田島郵便局の担当 |
| 425        | 焼津郵便局     | 焼津郵便局     | 焼津市                                     | |
| 426        | 藤枝郵便局     | 藤枝郵便局     | 藤枝市                                     | |
| 426-01     | 焼津郵便局     | 瀬戸谷郵便局   | 藤枝市                                     | |
| 426-02     | 焼津郵便局     | 葉梨郵便局     | 藤枝市                                     | |
| 427        | 島田郵便局     | 島田郵便局     | 島田市                                     | |
| 427-01     | 島田郵便局     | 初倉郵便局     | 島田市                                     | |
| 427-02     | 島田郵便局     | 伊久美郵便局   | 島田市                                     | |
| 428        | 金谷郵便局     | 金谷郵便局     | 島田市                                     | |
| 428-01     | 島田郵便局     | 川根郵便局     | 島田市                                     | |
| 428-02     | 島田郵便局     | 川根郵便局     | 島田市                                     | 2007年まで笹間郵便局の担当 |
| 428-03     | 島田郵便局     | 中川根郵便局   | 榛原郡川根本町                             | |
| 428-04     | 島田郵便局     | 千頭郵便局     | 榛原郡川根本町                             | |
| 428-05     | 静岡南郵便局   | 井川郵便局     | 静岡市葵区                                 | |
| 430        | 浜松郵便局     | 浜松郵便局     | 浜松市中央区                               | |
| 430-08     | 浜松東郵便局   | 浜松東郵便局   | 浜松市中央区                               | |
| 431-01     | 浜松西郵便局   | 浜松西郵便局   | 浜松市中央区                               | 2015年まで宇布見郵便局の担当 |
| 431-02     | 浜松西郵便局   | 舞阪郵便局     | 浜松市中央区                               | |
| 431-03     | 湖西郵便局     | 湖西郵便局     | 湖西市                                     | 2015年まで新居郵便局の担当 |
| 431-04     | 湖西郵便局     | 湖西郵便局     | 湖西市                                     | |
| 431-11     | 浜松西郵便局   | 伊左地郵便局   | 浜松市中央区                               | |
| 431-12     | 浜松西郵便局   | 伊左地郵便局   | 浜松市中央区                               | 2007年まで舘山寺郵便局の担当 |
| 431-13     | 浜松西郵便局   | 細江郵便局     | 浜松市浜名区                               | |
| 431-14     | 浜松西郵便局   | 三ヶ日郵便局   | 浜松市浜名区                               | |
| 431-21     | 浜松北郵便局   | 浜松北郵便局   | 浜松市浜名区                               | 2006年まで都田郵便局の担当 |
| 431-22     | 浜松北郵便局   | 引佐郵便局     | 浜松市浜名区                               | 1994年まで一部区域は奥山郵便局・伊平郵便局の担当                                                                                    |
| 431-25     | 浜松北郵便局   | 引佐郵便局     | 浜松市浜名区                               | 2015年まで渋川郵便局の担当 |
| 431-31     | 積志郵便局     | 積志郵便局     | 浜松市中央区                               | 1993年まで一部区域は笠井郵便局の担当                                                                                                |
| 431-33     | 天竜郵便局     | 天竜郵便局     | 浜松市天竜区                               | |
| 431-34     | 天竜郵便局     | 天竜郵便局     | 浜松市天竜区                               | 2006年まで下阿多古郵便局の担当 |
| 431-35     | 天竜郵便局     | 天竜郵便局     | 浜松市天竜区                               | 2006年まで上阿多古郵便局の担当 |
| 431-36     | 天竜郵便局     | 天竜郵便局     | 浜松市天竜区                               | 2015年まで熊郵便局の担当 |
| 431-37     | 天竜郵便局     | 天竜郵便局     | 浜松市天竜区                               | 2006年まで横山郵便局の担当 |
| 431-38     | 天竜郵便局     | 竜山郵便局     | 浜松市天竜区                               | |
| 431-39     | 天竜郵便局     | 佐久間郵便局   | 浜松市天竜区                               | 1986年3月30日まで一部区域は西渡郵便局・浦川郵便局の担当 1986年3月30日まで「449-06」「431-39」「449-05」 1986年9月30日まで「449-06」 |
| 431-41     | 天竜郵便局     | 水窪郵便局     | 浜松市天竜区、北設楽郡豊根村<愛知県>       | 1982年10月3日まで一部区域は富山郵便局の担当 1986年9月30日まで「449-07」                                                             |
| 432        | 浜松西郵便局   | 浜松西郵便局   | 浜松市中央区                               | 1973年まで入野郵便局（現・浜松入野郵便局）の担当                                                                                    |
| 433        | 浜松北郵便局   | 浜松北郵便局   | 浜松市中央区                               | 1977年まで三方原郵便局（現・浜松三方原郵便局）の担当                                                                                |
| 434        | 浜北郵便局     | 浜北郵便局     | 浜松市浜名区                               | |
| 435        | 浜松東郵便局   | 浜松東郵便局   | 浜松市中央区                               | 1969年まで中野町郵便局の担当 |
| 436        | 掛川郵便局     | 掛川郵便局     | 掛川市                                     | |
| 436-01     | 掛川郵便局     | 原谷郵便局     | 掛川市                                     | |
| 436-02     | 掛川郵便局     | 桜木郵便局     | 掛川市                                     | |
| 436-03     | 掛川郵便局     | 西郷郵便局     | 掛川市                                     | |
| 437        | 袋井郵便局     | 袋井郵便局     | 袋井市                                     | |
| 437-01     | 袋井郵便局     | 袋井郵便局     | 袋井市                                     | 2015年まで山梨郵便局の担当 |
| 437-02     | 磐田郵便局     | 森町郵便局     | 周智郡森町                                 | 1990年まで一部区域は三倉郵便局の担当                                                                                                |
| 437-06     | 天竜郵便局     | 気多郵便局     | 浜松市天竜区                               | 1989年まで一部区域は犬居郵便局・熊切郵便局の担当                                                                                    |
| 437-11     | 磐田郵便局     | 浅羽郵便局     | 袋井市                                     | |
| 437-12     | 磐田郵便局     | 福田郵便局     | 磐田市                                     | |
| 437-13     | 掛川郵便局     | 大須賀郵便局   | 掛川市、袋井市                             | |
| 437-14     | 掛川郵便局     | 遠江大東郵便局 | 掛川市                                     | |
| 437-15     | 掛川郵便局     | 菊川郵便局     | 菊川市                                     | 2019年まで小笠郵便局の担当 |
| 437-16     | 掛川郵便局     | 浜岡郵便局     | 御前崎市                                   | 2007年まで一部区域は御前崎郵便局の担当                                                                                              |
| 438        | 磐田郵便局     | 磐田郵便局     | 磐田市                                     | |
| 438-01     | 磐田郵便局     | 豊岡郵便局     | 磐田市                                     | |
| 438-02     | 磐田郵便局     | 竜洋郵便局     | 磐田市                                     | |
| 439        | 掛川郵便局     | 菊川郵便局     | 菊川市                                     | |

### 地域番号44-49（愛知県）
| 郵便区番号 | 管轄局           | 集配局           | 担当区域（一部または全域）     | 備考                                                                                |
| ---------- | ---------------- | ---------------- | ------------------------------ | ----------------------------------------------------------------------------------- |
| 440        | 豊橋郵便局       | 豊橋郵便局       | 豊橋市                         |                                                                                     |
| 441        | 豊橋南郵便局     | 豊橋南郵便局     | 豊橋市                         |                                                                                     |
| 441-01     | 豊川郵便局       | 小坂井郵便局     | 豊川市、豊橋市                 |                                                                                     |
| 441-02     | 豊川郵便局       | 御油郵便局       | 豊川市                         |                                                                                     |
| 441-03     | 豊川郵便局       | 御津郵便局       | 豊川市                         |                                                                                     |
| 441-11     | 豊橋南郵便局     | 石巻郵便局       | 豊橋市                         |                                                                                     |
| 441-12     | 豊川郵便局       | 三河一宮郵便局   | 豊川市                         |                                                                                     |
| 441-13     | 新城郵便局       | 新城郵便局       | 新城市                         |                                                                                     |
| 441-14     | 新城郵便局       | 作手郵便局       | 新城市                         | 1997年まで高里郵便局                                                                |
| 441-15     | 新城郵便局       | 作手郵便局       | 新城市                         | 1997年まで大和田郵便局（後の作手大和田郵便局。2022年2月19日廃局）の担当             |
| 441-16     | 新城郵便局       | 長篠郵便局       | 新城市                         | 1988年まで一部区域は山吉田郵便局・三河大野郵便局の担当                              |
| 441-19     | 新城郵便局       | 長篠郵便局       | 新城市                         | 2015年まで鳳来寺郵便局の担当                                                        |
| 441-22     | 新城郵便局       | 設楽郵便局       | 北設楽郡設楽町                 | 2003年まで段嶺郵便局の担当                                                          |
| 441-23     | 新城郵便局       | 設楽郵便局       | 北設楽郡設楽町                 |                                                                                     |
| 441-24     | 新城郵便局       | 設楽郵便局       | 北設楽郡設楽町                 | 2015年まで名倉郵便局の担当                                                          |
| 441-25     | 足助郵便局       | 稲武郵便局       | 豊田市、北設楽郡設楽町         |                                                                                     |
| 441-26     | 新城郵便局       | 津具郵便局       | 北設楽郡設楽町                 |                                                                                     |
| 441-31     | 豊橋南郵便局     | 豊橋南郵便局     | 豊橋市                         | 2006年まで二川郵便局の担当                                                          |
| 441-32     | 豊橋南郵便局     | 豊橋南郵便局     | 豊橋市                         | 2006年まで高豊郵便局の担当                                                          |
| 441-33     | 豊橋南郵便局     | 豊橋南郵便局     | 豊橋市                         | 2006年まで老津郵便局の担当                                                          |
| 441-34     | 田原郵便局       | 田原郵便局       | 田原市                         |                                                                                     |
| 441-35     | 田原郵便局       | 田原郵便局       | 田原市                         | 2017年まで赤羽根郵便局の担当                                                        |
| 441-36     | 豊橋南郵便局     | 渥美郵便局       | 田原市                         |                                                                                     |
| 442        | 豊川郵便局       | 豊川郵便局       | 豊川市                         |                                                                                     |
| 443        | 蒲郡郵便局       | 蒲郡郵便局       | 蒲郡市                         |                                                                                     |
| 443-01     | 蒲郡郵便局       | 蒲郡郵便局       | 蒲郡市                         | 2006年まで形原郵便局の担当                                                          |
| 444        | 岡崎郵便局       | 岡崎郵便局       | 岡崎市                         |                                                                                     |
| 444-01     | 蒲郡郵便局       | 幸田郵便局       | 額田郡幸田町                   |                                                                                     |
| 444-02     | 岡崎郵便局       | 岡崎郵便局       | 岡崎市                         | 1999年まで六ツ美郵便局の担当                                                        |
| 444-03     | 西尾郵便局       | 西尾郵便局       | 西尾市                         | 1999年まで平坂郵便局の担当                                                          |
| 444-04     | 西尾郵便局       | 一色郵便局       | 西尾市                         |                                                                                     |
| 444-05     | 西尾郵便局       | 吉良町郵便局     | 西尾市                         | 1994年まで上横須賀郵便局 1994年まで一部区域は吉良郵便局（現・吉良吉田郵便局）の担当 |
| 444-07     | 西尾郵便局       | 幡豆郵便局       | 西尾市                         |                                                                                     |
| 444-11     | 安城郵便局       | 桜井郵便局       | 安城市                         |                                                                                     |
| 444-12     | 安城郵便局       | 明治郵便局       | 安城市                         |                                                                                     |
| 444-13     | 刈谷郵便局       | 高浜郵便局       | 高浜市                         |                                                                                     |
| 444-21     | 岡崎郵便局       | 岩津郵便局       | 岡崎市                         |                                                                                     |
| 444-22     | 足助郵便局       | 松平郵便局       | 豊田市                         |                                                                                     |
| 444-23     | 足助郵便局       | 盛岡郵便局       | 豊田市                         |                                                                                     |
| 444-24     | 足助郵便局       | 足助郵便局       | 豊田市                         |                                                                                     |
| 444-25     | 足助郵便局       | 阿摺郵便局       | 豊田市                         |                                                                                     |
| 444-26     | 足助郵便局       | 阿摺郵便局       | 豊田市                         | 2015年まで明川郵便局の担当                                                          |
| 444-28     | 足助郵便局       | 旭郵便局         | 豊田市                         | 1994年まで一部区域は杉本郵便局の担当                                                |
| 444-31     | 岡崎郵便局       | 岩津郵便局       | 岡崎市                         | 2007年まで常磐郵便局の担当                                                          |
| 444-32     | 足助郵便局       | 下山郵便局       | 豊田市                         |                                                                                     |
| 444-33     | 岡崎郵便局       | 岡崎郵便局       | 岡崎市                         | 1999年まで河合郵便局の担当                                                          |
| 444-34     | 岡崎郵便局       | 額田郵便局       | 岡崎市                         | 2007年まで形埜郵便局の担当                                                          |
| 444-35     | 岡崎郵便局       | 岡崎郵便局       | 岡崎市                         | 2006年まで藤川郵便局の担当                                                          |
| 444-36     | 岡崎郵便局       | 額田郵便局       | 岡崎市                         | 1994年まで一部区域は宮崎郵便局の担当                                                |
| 445        | 西尾郵便局       | 西尾郵便局       | 西尾市                         |                                                                                     |
| 446        | 安城郵便局       | 安城郵便局       | 安城市                         |                                                                                     |
| 447        | 碧南郵便局       | 碧南郵便局       | 碧南市                         |                                                                                     |
| 448        | 刈谷郵便局       | 刈谷郵便局       | 刈谷市                         |                                                                                     |
| 449-02     | 新城郵便局       | 東栄郵便局       | 北設楽郡東栄町                 | 1995年まで一部区域は長岡郵便局・振草郵便局の担当                                    |
| 449-04     | 新城郵便局       | 豊根郵便局       | 北設楽郡豊根村                 |                                                                                     |
| 450        | 名古屋西郵便局   | 名古屋西郵便局   | 名古屋市中村区                 | 2000年まで旧々・名古屋中央郵便局の担当 2015年まで旧・名古屋中央郵便局               |
| 451        | 名古屋西郵便局   | 名古屋西郵便局   | 名古屋市西区                   | 2000年まで旧々・名古屋中央郵便局の担当 2015年まで旧・名古屋中央郵便局               |
| 452        | 名古屋西郵便局   | 名古屋西郵便局   | 清須市                         | 2006年まで枇杷島郵便局の担当 2015年まで旧・名古屋中央郵便局                         |
| 452-08     | 名古屋西郵便局   | 名古屋西郵便局   | 名古屋市西区                   | 2000年まで枇杷島郵便局の担当 2015年まで旧・名古屋中央郵便局                         |
| 453        | 中村郵便局       | 中村郵便局       | 名古屋市中村区                 |                                                                                     |
| 454        | 中川郵便局       | 中川郵便局       | 名古屋市中川区                 |                                                                                     |
| 455        | 名古屋港郵便局   | 名古屋港郵便局   | 名古屋市港区                   |                                                                                     |
| 456        | 熱田郵便局       | 熱田郵便局       | 名古屋市熱田区                 |                                                                                     |
| 457        | 名古屋南郵便局   | 名古屋南郵便局   | 名古屋市南区                   |                                                                                     |
| 458        | 緑郵便局         | 緑郵便局         | 名古屋市緑区                   |                                                                                     |
| 459        | 緑郵便局         | 緑郵便局         | 名古屋市緑区                   |                                                                                     |
| 460        | 名古屋中郵便局   | 名古屋中郵便局   | 名古屋市中区                   |                                                                                     |
| 461        | 名古屋東郵便局   | 名古屋東郵便局   | 名古屋市東区                   |                                                                                     |
| 462        | 名古屋北郵便局   | 名古屋北郵便局   | 名古屋市北区                   |                                                                                     |
| 463        | 守山郵便局       | 守山郵便局       | 名古屋市守山区                 |                                                                                     |
| 464        | 千種郵便局       | 千種郵便局       | 名古屋市千種区                 |                                                                                     |
| 465        | 名東郵便局       | 名東郵便局       | 名古屋市名東区                 |                                                                                     |
| 466        | 昭和郵便局       | 昭和郵便局       | 名古屋市昭和区                 |                                                                                     |
| 467        | 瑞穂郵便局       | 瑞穂郵便局       | 名古屋市瑞穂区                 |                                                                                     |
| 468        | 天白郵便局       | 天白郵便局       | 名古屋市天白区                 |                                                                                     |
| 469        | 名古屋神宮郵便局 | 名古屋神宮郵便局 |                                | 無集配局                                                                            |
| 470-01     | 日進郵便局       | 日進郵便局       | 日進市、愛知郡東郷町           |                                                                                     |
| 470-02     | 三好郵便局       | 三好郵便局       | みよし市                       |                                                                                     |
| 470-03     | 豊田北郵便局     | 豊田北郵便局     | 豊田市                         |                                                                                     |
| 470-04     | 豊田郵便局       | 藤岡郵便局       | 豊田市                         |                                                                                     |
| 470-05     | 豊田郵便局       | 小原郵便局       | 豊田市                         |                                                                                     |
| 470-11     | 豊明郵便局       | 豊明郵便局       | 豊明市                         |                                                                                     |
| 470-12     | 豊田郵便局       | 上郷郵便局       | 豊田市                         |                                                                                     |
| 470-21     | 半田郵便局       | 東浦郵便局       | 知多郡東浦町                   |                                                                                     |
| 470-22     | 半田郵便局       | 半田郵便局       | 知多郡阿久比町                 | 2007年まで阿久比郵便局の担当                                                        |
| 470-23     | 半田郵便局       | 半田郵便局       | 知多郡武豊町                   | 2007年まで武豊郵便局の担当                                                          |
| 470-24     | 常滑郵便局       | 美浜郵便局       | 知多郡美浜町                   | 2015年まで河和郵便局の担当                                                          |
| 470-25     | 半田郵便局       | 半田郵便局       | 知多郡武豊町                   | 1998年に「470-23」より分割 2007年まで武豊郵便局の担当                               |
| 470-32     | 常滑郵便局       | 美浜郵便局       | 知多郡美浜町                   | 1975年まで野間郵便局の担当                                                          |
| 470-33     | 常滑郵便局       | 師崎郵便局       | 知多郡南知多町                 | 2015年まで内海郵便局の担当                                                          |
| 470-34     | 常滑郵便局       | 師崎郵便局       | 知多郡南知多町                 | 2015年まで豊浜郵便局の担当                                                          |
| 470-35     | 常滑郵便局       | 師崎郵便局       | 知多郡南知多町                 |                                                                                     |
| 471        | 豊田郵便局       | 豊田郵便局       | 豊田市                         |                                                                                     |
| 472        | 知立郵便局       | 知立郵便局       | 知立市                         |                                                                                     |
| 473        | 豊田高岡郵便局   | 豊田高岡郵便局   | 豊田市                         |                                                                                     |
| 474        | 大府郵便局       | 大府郵便局       | 大府市                         |                                                                                     |
| 475        | 半田郵便局       | 半田郵便局       | 半田市                         |                                                                                     |
| 476        | 東海北郵便局     | 東海北郵便局     | 東海市                         |                                                                                     |
| 477        | 東海南郵便局     | 東海南郵便局     | 東海市                         |                                                                                     |
| 478        | 知多郵便局       | 知多郵便局       | 知多市                         |                                                                                     |
| 479        | 常滑郵便局       | 常滑郵便局       | 常滑市                         | 1984年まで一部区域は小鈴谷郵便局の担当                                              |
| 479-01     | 中部国際郵便局   | 中部国際郵便局   |                                | 無集配局                                                                            |
| 480-01     | 扶桑郵便局       | 扶桑郵便局       | 丹羽郡扶桑町、大口町           |                                                                                     |
| 480-02     | 西春郵便局       | 西春郵便局       | 西春日井郡豊山町               | 2006年まで豊山郵便局の担当                                                          |
| 480-03     | 高蔵寺郵便局     | 高蔵寺郵便局     | 春日井市                       | 2006年まで坂下郵便局の担当                                                          |
| 480-11     | 長久手郵便局     | 長久手郵便局     | 長久手市                       |                                                                                     |
| 480-12     | 瀬戸郵便局       | 瀬戸郵便局       | 瀬戸市                         | 2006年まで品野郵便局の担当                                                          |
| 480-13     | 長久手郵便局     | 長久手郵便局     | 長久手市                       | 2012年に「480-11」より分割                                                          |
| 481        | 西春郵便局       | 西春郵便局       | 北名古屋市                     |                                                                                     |
| 482        | 岩倉郵便局       | 岩倉郵便局       | 岩倉市                         |                                                                                     |
| 483        | 江南郵便局       | 江南郵便局       | 江南市                         |                                                                                     |
| 484        | 犬山郵便局       | 犬山郵便局       | 犬山市                         |                                                                                     |
| 485        | 小牧郵便局       | 小牧郵便局       | 小牧市                         |                                                                                     |
| 486        | 春日井郵便局     | 春日井郵便局     | 春日井市                       |                                                                                     |
| 487        | 高蔵寺郵便局     | 高蔵寺郵便局     | 春日井市                       |                                                                                     |
| 488        | 尾張旭郵便局     | 尾張旭郵便局     | 尾張旭市                       |                                                                                     |
| 489        | 瀬戸郵便局       | 瀬戸郵便局       | 瀬戸市                         |                                                                                     |
| 490-11     | 甚目寺郵便局     | 甚目寺郵便局     | あま市、海部郡大治町           |                                                                                     |
| 490-12     | 津島郵便局       | 美和郵便局       | あま市                         |                                                                                     |
| 490-13     | 一宮郵便局       | 平和郵便局       | 稲沢市                         |                                                                                     |
| 490-14     | 弥富郵便局       | 弥富郵便局       | 弥富市、海部郡飛島村           | 2015年まで十四山郵便局の担当                                                        |
| 491        | 一宮郵便局       | 一宮郵便局       | 一宮市                         |                                                                                     |
| 491-01     | 一宮郵便局       | 葉栗郵便局       | 一宮市                         | 1985年まで「490-01」                                                                |
| 491-02     | 尾西郵便局       | 尾西郵便局       | 一宮市                         | 1985年まで「490-02」 2006年まで奥町郵便局の担当                                     |
| 491-03     | 一宮郵便局       | 萩原郵便局       | 一宮市                         | 1985年まで「490-03」                                                                |
| 492        | 稲沢郵便局       | 稲沢郵便局       | 稲沢市                         |                                                                                     |
| 493        | 木曽川郵便局     | 木曽川郵便局     | 一宮市                         |                                                                                     |
| 494        | 尾西郵便局       | 尾西郵便局       | 一宮市                         |                                                                                     |
| 495        | 一宮郵便局       | 祖父江郵便局     | 稲沢市                         |                                                                                     |
| 496        | 津島郵便局       | 津島郵便局       | 津島市、愛西市                 |                                                                                     |
| 497        | 蟹江郵便局       | 蟹江郵便局       | あま市、海部郡蟹江町           |                                                                                     |
| 498        | 弥富郵便局       | 弥富郵便局       | 弥富市、桑名郡木曽岬町<三重県> |                                                                                     |

### 地域番号50（岐阜県）
| 郵便区番号 | 管轄局         | 集配局         | 担当区域（一部または全域）     | 備考                                                                                  |
| ---------- | -------------- | -------------- | ------------------------------ | ------------------------------------------------------------------------------------- |
| 500        | 岐阜中央郵便局 | 岐阜中央郵便局 | 岐阜市                         |                                                                                       |
| 501-01     | 岐阜中央郵便局 | 岐阜中央郵便局 | 岐阜市                         | 2006年まで鏡島郵便局の担当                                                            |
| 501-02     | 岐阜中央郵便局 | 穂積郵便局     | 瑞穂市                         |                                                                                       |
| 501-03     | 岐阜中央郵便局 | 巣南郵便局     | 瑞穂市                         |                                                                                       |
| 501-04     | 岐阜中央郵便局 | 北方郵便局     | 本巣市、本巣郡北方町           |                                                                                       |
| 501-05     | 岐阜中央郵便局 | 大野郵便局     | 揖斐郡大野町                   |                                                                                       |
| 501-06     | 岐阜中央郵便局 | 揖斐川郵便局   | 揖斐郡揖斐川町                 |                                                                                       |
| 501-07     | 岐阜中央郵便局 | 藤橋郵便局     | 揖斐郡揖斐川町                 | 2007年まで久瀬郵便局の担当 2013年まで谷汲郵便局の担当                                 |
| 501-08     | 岐阜中央郵便局 | 藤橋郵便局     | 揖斐郡揖斐川町                 | 1987年まで一部区域は徳山郵便局（翌日付で廃局）の担当                                  |
| 501-09     | 岐阜中央郵便局 | 坂内郵便局     | 揖斐郡揖斐川町                 |                                                                                       |
| 501-11     | 岐阜西郵便局   | 岐阜西郵便局   | 岐阜市                         | 1996年まで一部区域は外山郵便局の担当                                                  |
| 501-12     | 岐阜中央郵便局 | 北方郵便局     | 本巣市                         | 2017年まで本巣郵便局の担当                                                            |
| 501-13     | 岐阜中央郵便局 | 谷汲郵便局     | 揖斐郡揖斐川町                 |                                                                                       |
| 501-15     | 岐阜中央郵便局 | 根尾郵便局     | 本巣市                         | 1980年まで一部区域は長嶺郵便局（現：長嶺簡易郵便局）の担当                            |
| 501-21     | 岐阜北郵便局   | 高富郵便局     | 山県市                         |                                                                                       |
| 501-22     | 岐阜北郵便局   | 高富郵便局     | 山県市                         | 2007年まで美山南郵便局の担当                                                          |
| 501-23     | 岐阜北郵便局   | 高富郵便局     | 山県市                         | 2007年まで美山北郵便局の担当                                                          |
| 501-25     | 岐阜北郵便局   | 岐阜東郵便局   | 岐阜市                         | 2015年まで厳美郵便局の担当                                                            |
| 501-26     | 関郵便局       | 関郵便局       | 関市                           | 2006年まで武芸川郵便局の担当                                                          |
| 501-28     | 関郵便局       | 洞戸郵便局     | 関市                           |                                                                                       |
| 501-29     | 関郵便局       | 板取郵便局     | 関市                           |                                                                                       |
| 501-31     | 岐阜北郵便局   | 岐阜東郵便局   | 岐阜市                         |                                                                                       |
| 501-32     | 関郵便局       | 関郵便局       | 関市                           |                                                                                       |
| 501-33     | 美濃加茂郵便局 | 美濃加茂郵便局 | 加茂郡富加町                   | 2019年3月17日まで富加郵便局の担当                                                     |
| 501-35     | 関郵便局       | 武儀郵便局     | 関市                           | 1982年まで一部区域は下之保郵便局の担当                                                |
| 501-36     | 関郵便局       | 武儀郵便局     | 関市                           | 2007年まで上之保郵便局の担当                                                          |
| 501-37     | 美濃郵便局     | 美濃郵便局     | 美濃市                         |                                                                                       |
| 501-38     | 関郵便局       | 関郵便局       | 関市                           | 1998年に「501-32」より分割                                                            |
| 501-39     | 関郵便局       | 関郵便局       | 関市                           | 1998年に「501-32」より分割                                                            |
| 501-41     | 郡上八幡郵便局 | 郡上八幡郵便局 | 郡上市                         | 2007年まで美並郵便局の担当                                                            |
| 501-42     | 郡上八幡郵便局 | 郡上八幡郵便局 | 郡上市                         |                                                                                       |
| 501-43     | 郡上八幡郵便局 | 明宝郵便局     | 郡上市                         |                                                                                       |
| 501-44     | 郡上八幡郵便局 | 郡上八幡郵便局 | 郡上市                         | 2015年まで西和良郵便局の担当                                                          |
| 501-45     | 郡上八幡郵便局 | 和良郵便局     | 郡上市                         |                                                                                       |
| 501-46     | 郡上八幡郵便局 | 郡上八幡郵便局 | 郡上市                         | 2007年まで大和郵便局の担当                                                            |
| 501-51     | 郡上八幡郵便局 | 白鳥郵便局     | 郡上市                         |                                                                                       |
| 501-52     | 郡上八幡郵便局 | 石徹白郵便局   | 郡上市                         |                                                                                       |
| 501-53     | 郡上八幡郵便局 | 高鷲郵便局     | 郡上市                         |                                                                                       |
| 501-54     | 高山郵便局     | 荘川郵便局     | 高山市                         |                                                                                       |
| 501-55     | 高山郵便局     | 鳩谷郵便局     | 大野郡白川村                   | 2015年まで御母衣郵便局の担当                                                          |
| 501-56     | 高山郵便局     | 鳩谷郵便局     | 大野郡白川村                   |                                                                                       |
| 501-60     | 笠松郵便局     | 笠松郵便局     | 各務原市、羽島郡岐南町、笠松町 | 1998年に「501-61」より分割                                                            |
| 501-61     | 笠松郵便局     | 笠松郵便局     | 岐阜市                         |                                                                                       |
| 501-62     | 羽島郵便局     | 羽島郵便局     | 羽島市                         |                                                                                       |
| 501-63     | 羽島郵便局     | 羽島郵便局     | 羽島市                         | （桑原地域）1989年まで桑原郵便局の担当（「501-62」へ変更） 1998年に「501-62」より分割 |
| 502        | 岐阜北郵便局   | 岐阜北郵便局   | 岐阜市                         | 1973年まで岐阜郵便局（現：岐阜中央郵便局）の担当                                      |
| 503        | 大垣郵便局     | 大垣郵便局     | 大垣市                         |                                                                                       |
| 503-01     | 大垣郵便局     | 墨俣郵便局     | 大垣市、安八郡安八町           |                                                                                       |
| 503-02     | 羽島郵便局     | 輪之内郵便局   | 安八郡輪之内町                 | 1998年まで一部区域は笠郷郵便局の担当                                                  |
| 503-03     | 羽島郵便局     | 平田郵便局     | 海津市                         |                                                                                       |
| 503-04     | 羽島郵便局     | 南濃郵便局     | 海津市                         |                                                                                       |
| 503-05     | 羽島郵便局     | 南濃郵便局     | 海津市                         | 2015年まで石津郵便局の担当                                                            |
| 503-06     | 羽島郵便局     | 海津郵便局     | 海津市                         |                                                                                       |
| 503-12     | 大垣郵便局     | 養老郵便局     | 養老郡養老町                   | 1998年まで養老公園口郵便局の担当                                                      |
| 503-13     | 大垣郵便局     | 養老郵便局     | 養老郡養老町                   | 1998年まで一部区域は笠郷郵便局の担当                                                  |
| 503-15     | 大垣郵便局     | 垂井郵便局     | 不破郡関ケ原町                 | 2007年まで関ケ原郵便局の担当                                                          |
| 503-16     | 大垣郵便局     | 上石津郵便局   | 大垣市                         | 1989年まで一部区域は牧田郵便局の担当                                                  |
| 503-21     | 大垣郵便局     | 垂井郵便局     | 不破郡垂井町                   |                                                                                       |
| 503-22     | 大垣郵便局     | 大垣郵便局     | 大垣市                         | 2006年まで赤坂郵便局の担当                                                            |
| 503-23     | 大垣郵便局     | 大垣郵便局     | 安八郡神戸町                   | 2006年まで神戸郵便局の担当                                                            |
| 503-24     | 岐阜中央郵便局 | 池田郵便局     | 揖斐郡池田町                   |                                                                                       |
| 503-25     | 岐阜中央郵便局 | 春日郵便局     | 揖斐郡揖斐川町                 |                                                                                       |
| 504        | 各務原郵便局   | 各務原郵便局   | 各務原市                       |                                                                                       |
| 505        | 美濃加茂郵便局 | 美濃加茂郵便局 | 美濃加茂市、加茂郡坂祝町       |                                                                                       |
| 505-01     | 可児郵便局     | 御嵩郵便局     | 可児市、可児郡御嵩町           |                                                                                       |
| 505-03     | 可児郵便局     | 八百津郵便局   | 加茂郡八百津町                 |                                                                                       |
| 505-04     | 可児郵便局     | 八百津郵便局   | 加茂郡八百津町                 | 2015年まで久田見郵便局の担当                                                          |
| 505-05     | 可児郵便局     | 八百津郵便局   | 加茂郡八百津町                 | 2010年まで可児支店潮南集配センター（潮南郵便局併設）の担当                            |
| 506        | 高山郵便局     | 高山郵便局     | 高山市                         |                                                                                       |
| 506-01     | 高山郵便局     | 三日町郵便局   | 高山市                         | 2007年まで三日町郵便局の担当 2016年まで高山郵便局の担当                               |
| 506-02     | 高山郵便局     | 三日町郵便局   | 高山市、飛騨市                 | 2016年まで夏厩郵便局の担当                                                            |
| 506-11     | 高山郵便局     | 神岡郵便局     | 飛騨市                         |                                                                                       |
| 506-12     | 高山郵便局     | 神岡郵便局     | 飛騨市                         | 2007年まで東茂住郵便局の担当                                                          |
| 506-13     | 高山郵便局     | 上宝郵便局     | 高山市                         |                                                                                       |
| 506-14     | 高山郵便局     | 栃尾郵便局     | 高山市                         |                                                                                       |
| 506-21     | 高山郵便局     | 丹生川郵便局   | 高山市                         |                                                                                       |
| 506-22     | 高山郵便局     | 丹生川郵便局   | 高山市                         | 2015年まで旗鉾郵便局の担当                                                            |
| 507        | 多治見郵便局   | 多治見郵便局   | 多治見市                       |                                                                                       |
| 508        | 中津川郵便局   | 中津川郵便局   | 中津川市                       | 1984年まで一部区域は神坂郵便局（現：馬籠郵便局）の担当                                |
| 508-01     | 中津川郵便局   | 苗木郵便局     | 中津川市                       |                                                                                       |
| 508-02     | 中津川郵便局   | 福岡郵便局     | 中津川市                       |                                                                                       |
| 508-03     | 中津川郵便局   | 付知郵便局     | 中津川市                       |                                                                                       |
| 508-04     | 中津川郵便局   | 付知郵便局     | 中津川市                       | 2007年まで加子母郵便局の担当                                                          |
| 508-05     | 中津川郵便局   | 坂下郵便局     | 中津川市                       | 2005年まで「399-51」 2015年まで山口郵便局の担当                                       |
| 509-01     | 各務原東郵便局 | 各務原東郵便局 | 各務原市                       |                                                                                       |
| 509-02     | 可児郵便局     | 可児郵便局     | 可児市                         |                                                                                       |
| 509-03     | 美濃加茂郵便局 | 川辺郵便局     | 加茂郡川辺町                   |                                                                                       |
| 509-04     | 美濃加茂郵便局 | 七宗郵便局     | 加茂郡七宗町                   |                                                                                       |
| 509-05     | 美濃加茂郵便局 | 七宗郵便局     | 加茂郡七宗町                   | 1996年まで神渕郵便局の担当                                                            |
| 509-11     | 美濃加茂郵便局 | 白川郵便局     | 加茂郡白川町                   | 1993年まで一部区域は赤河郵便局（現：白川蘇原郵便局）の担当                            |
| 509-12     | 美濃加茂郵便局 | 東白川郵便局   | 加茂郡白川町                   | 2007年まで佐見郵便局の担当                                                            |
| 509-13     | 美濃加茂郵便局 | 東白川郵便局   | 加茂郡東白川村                 |                                                                                       |
| 509-14     | 美濃加茂郵便局 | 白川郵便局     | 加茂郡白川町                   | 2015年まで黒川郵便局の担当                                                            |
| 509-16     | 萩原郵便局     | 金山郵便局     | 下呂市                         | 1988年まで一部区域は菅田郵便局・東村郵便局の担当                                      |
| 509-21     | 萩原郵便局     | 金山郵便局     | 下呂市                         | 2015年まで中原郵便局の担当                                                            |
| 509-22     | 萩原郵便局     | 下呂郵便局     | 下呂市                         |                                                                                       |
| 509-23     | 萩原郵便局     | 下呂郵便局     | 下呂市                         | 2005年まで竹原郵便局の担当                                                            |
| 509-24     | 萩原郵便局     | 下呂郵便局     | 下呂市                         | 2015年まで上原郵便局の担当                                                            |
| 509-25     | 萩原郵便局     | 萩原郵便局     | 下呂市                         |                                                                                       |
| 509-26     | 萩原郵便局     | 萩原郵便局     | 下呂市                         | 2007年まで馬瀬郵便局の担当                                                            |
| 509-27     | 高山郵便局     | 三日町郵便局   | 高山市                         | 2016年まで飛騨大原郵便局の担当                                                        |
| 509-31     | 萩原郵便局     | 小坂郵便局     | 下呂市                         |                                                                                       |
| 509-32     | 高山郵便局     | 久々野郵便局   | 高山市                         |                                                                                       |
| 509-33     | 高山郵便局     | 久々野郵便局   | 高山市                         | 2007年まで朝日郵便局の担当                                                            |
| 509-34     | 高山郵便局     | 高根郵便局     | 高山市                         |                                                                                       |
| 509-35     | 高山郵便局     | 宮村郵便局     | 高山市                         |                                                                                       |
| 509-41     | 高山郵便局     | 国府郵便局     | 高山市                         |                                                                                       |
| 509-42     | 高山郵便局     | 飛騨古川郵便局 | 飛騨市                         |                                                                                       |
| 509-43     | 高山郵便局     | 飛騨古川郵便局 | 飛騨市                         | 2007年まで飛騨河合郵便局の担当                                                        |
| 509-44     | 高山郵便局     | 飛騨古川郵便局 | 飛騨市                         | 2007年まで坂上郵便局の担当                                                            |
| 509-45     | 高山郵便局     | 飛騨古川郵便局 | 飛騨市                         | 2007年まで打保郵便局の担当                                                            |
| 509-51     | 土岐郵便局     | 土岐郵便局     | 土岐市                         |                                                                                       |
| 509-52     | 土岐郵便局     | 土岐郵便局     | 土岐市                         | 2005年まで下石郵便局の担当                                                            |
| 509-53     | 土岐郵便局     | 土岐郵便局     | 土岐市                         | 2006年まで妻木郵便局の担当                                                            |
| 509-54     | 土岐郵便局     | 土岐郵便局     | 土岐市                         | 2006年まで駄知郵便局の担当                                                            |
| 509-61     | 多治見郵便局   | 瑞浪郵便局     | 瑞浪市                         |                                                                                       |
| 509-62     | 多治見郵便局   | 瑞浪郵便局     | 瑞浪市                         | 2015年まで日吉郵便局の担当                                                            |
| 509-63     | 多治見郵便局   | 瑞浪郵便局     | 瑞浪市                         | 2016年まで陶郵便局の担当                                                              |
| 509-64     | 多治見郵便局   | 瑞浪郵便局     | 瑞浪市                         | 2007年まで釜戸郵便局の担当                                                            |
| 509-71     | 恵那郵便局     | 武並郵便局     | 恵那市                         |                                                                                       |
| 509-72     | 恵那郵便局     | 恵那郵便局     | 恵那市                         | 1990年まで一部区域は笠置郵便局の担当                                                  |
| 509-73     | 恵那郵便局     | 岩村郵便局     | 中津川市                       | 2015年まで阿木郵便局の担当                                                            |
| 509-74     | 恵那郵便局     | 岩村郵便局     | 恵那市                         |                                                                                       |
| 509-75     | 恵那郵便局     | 上矢作郵便局   | 恵那市                         |                                                                                       |
| 509-76     | 恵那郵便局     | 山岡郵便局     | 恵那市                         |                                                                                       |
| 509-77     | 恵那郵便局     | 明智郵便局     | 恵那市                         |                                                                                       |
| 509-78     | 恵那郵便局     | 明智郵便局     | 恵那市                         | 2015年まで串原郵便局の担当                                                            |
| 509-82     | 恵那郵便局     | 中野方郵便局   | 恵那市                         |                                                                                       |
| 509-83     | 恵那郵便局     | 蛭川郵便局     | 中津川市                       |                                                                                       |
| 509-91     | 中津川郵便局   | 坂本郵便局     | 中津川市                       |                                                                                       |
| 509-92     | 中津川郵便局   | 坂下郵便局     | 中津川市                       |                                                                                       |

### 地域番号51（三重県）
| 郵便区番号 | 管轄局         | 集配局         | 担当区域（一部または全域）     | 備考 |
| ---------- | -------------- | -------------- | ------------------------------ | --- |
| 510        | 四日市郵便局   | 四日市郵便局   | 四日市市、三重郡朝日町、川越町 | 1998年まで一部区域は小山田郵便局・四日市北郵便局（現：四日市西郵便局）の担当                                                                            |
| 510-01     | 四日市郵便局   | 四日市郵便局   | 四日市市                       | 2006年まで楠郵便局の担当 |
| 510-02     | 白子郵便局     | 白子郵便局     | 鈴鹿市                         | |
| 510-03     | 津中央郵便局   | 津中央郵便局   | 津市                           | 2006年まで河芸郵便局の担当 |
| 510-12     | 四日市西郵便局 | 四日市西郵便局 | 三重郡菰野町                   | 2006年まで菰野郵便局の担当 |
| 510-13     | 四日市西郵便局 | 四日市西郵便局 | 三重郡菰野町                   | 2006年まで朝明郵便局の担当 |
| 511        | 桑名郵便局     | 桑名郵便局     | 桑名市                         | |
| 511-01     | 桑名郵便局     | 桑名郵便局     | 桑名市                         | 2007年まで多度郵便局の担当 |
| 511-02     | 東員郵便局     | 東員郵便局     | いなべ市、員弁郡東員町         | 1993年まで一部区域は員弁郵便局の担当 |
| 511-04     | 東員郵便局     | 東員郵便局     | いなべ市                       | 2016年まで北勢郵便局の担当 |
| 511-05     | 東員郵便局     | 東員郵便局     | いなべ市                       | 2016年まで藤原郵便局の担当 |
| 511-11     | 桑名郵便局     | 桑名郵便局     | 桑名市                         | 2007年まで長島郵便局の担当 |
| 512        | 四日市西郵便局 | 四日市西郵便局 | 四日市市                       | 1998年まで四日市北郵便局 （四日市市内の一部地域・朝日町内・川越町内地域は「510」へ番号変更・四日市郵便局へ移管）                                        |
| 512-03     | 四日市西郵便局 | 四日市西郵便局 | 四日市市                       | 1998年まで鈴峰郵便局の担当 |
| 512-11     | 四日市西郵便局 | 四日市西郵便局 | 四日市市                       | 1998年まで小山田郵便局の担当 |
| 512-12     | 四日市西郵便局 | 四日市西郵便局 | 四日市市                       | 1998年まで菰野郵便局の担当 |
| 512-13     | 四日市西郵便局 | 四日市西郵便局 | 四日市市                       | 1998年まで朝明郵便局の担当 |
| 513        | 鈴鹿郵便局     | 鈴鹿郵便局     | 鈴鹿市                         | |
| 513-11     | 鈴鹿郵便局     | 鈴鹿郵便局     | 鈴鹿市                         | 1998年まで小山田郵便局の担当 |
| 514        | 津中央郵便局   | 津中央郵便局   | 津市                           | |
| 514-01     | 津中央郵便局   | 津中央郵便局   | 津市                           | 2000年まで津北郵便局（現：一身田郵便局）の担当 |
| 514-03     | 津中央郵便局   | 津中央郵便局   | 津市                           | 1985年まで一部区域は香良洲郵便局の担当 2006年まで津南郵便局の担当                                                                                       |
| 514-11     | 津中央郵便局   | 津中央郵便局   | 津市                           | 2009年まで津支店久居集配センター（久居郵便局併設）の担当                                                                                                |
| 514-12     | 津中央郵便局   | 津中央郵便局   | 津市                           | 2015年まで七栗郵便局の担当 |
| 514-21     | 津中央郵便局   | 美里郵便局     | 津市                           | |
| 514-22     | 津中央郵便局   | 椋本郵便局     | 津市                           | |
| 514-23     | 津中央郵便局   | 安濃郵便局     | 津市                           | |
| 515        | 松阪郵便局     | 松阪郵便局     | 松阪市                         | |
| 515-01     | 松阪郵便局     | 松阪郵便局     | 松阪市                         | 2007年まで東黒部郵便局の担当 |
| 515-02     | 松阪郵便局     | 松阪郵便局     | 松阪市                         | 2007年まで櫛田郵便局の担当 |
| 515-03     | 松阪郵便局     | 明和郵便局     | 多気郡明和町                   | 1993年まで一部区域は大淀郵便局の担当 |
| 515-05     | 伊勢郵便局     | 伊勢郵便局     | 伊勢市                         | 2000年まで豊浜郵便局の担当 |
| 515-11     | 松阪郵便局     | 松阪郵便局     | 松阪市                         | 2007年まで大河内郵便局の担当 |
| 515-12     | 松阪郵便局     | 松阪郵便局     | 松阪市                         | 2015年まで大石郵便局の担当 |
| 515-13     | 松阪郵便局     | 粥見郵便局     | 松阪市                         | 2015年まで飯南郵便局の担当 |
| 515-14     | 松阪郵便局     | 粥見郵便局     | 松阪市                         | |
| 515-15     | 松阪郵便局     | 宮前郵便局     | 松阪市                         | |
| 515-16     | 松阪郵便局     | 川俣郵便局     | 松阪市                         | |
| 515-17     | 松阪郵便局     | 川俣郵便局     | 松阪市                         | 2015年まで波瀬郵便局の担当 |
| 515-21     | 松阪郵便局     | 松阪郵便局     | 松阪市                         | 1985年まで一部区域は香良洲郵便局・津南郵便局の担当 2007年まで六軒郵便局の担当                                                                           |
| 515-23     | 松阪郵便局     | 嬉野郵便局     | 松阪市                         | 1993年まで中原郵便局 1993年まで一部区域は旧：嬉野郵便局（現：豊地郵便局）の担当 1993年まで「515-22」「515-23」                                          |
| 515-24     | 松阪郵便局     | 嬉野郵便局     | 松阪市                         | 2007年まで中郷郵便局の担当 |
| 515-25     | 津中央郵便局   | 一志郵便局     | 津市                           | |
| 515-26     | 津中央郵便局   | 白山郵便局     | 津市                           | |
| 515-31     | 津中央郵便局   | 白山郵便局     | 津市                           | 2015年まで家城郵便局の担当 |
| 515-32     | 津中央郵便局   | 美杉郵便局     | 津市                           | 2015年まで竹原郵便局の担当 |
| 515-33     | 津中央郵便局   | 奥津郵便局     | 津市                           | 2015年まで上多気郵便局の担当 |
| 515-34     | 津中央郵便局   | 美杉郵便局     | 津市                           | |
| 515-35     | 津中央郵便局   | 奥津郵便局     | 津市                           | |
| 516        | 伊勢郵便局     | 伊勢郵便局     | 伊勢市                         | |
| 516-01     | 伊勢郵便局     | 五ヶ所郵便局   | 度会郡南伊勢町                 | |
| 516-02     | 伊勢郵便局     | 五ヶ所郵便局   | 度会郡南伊勢町                 | 2010年まで伊勢支店宿田曽集配センター（宿田曽郵便局併設）の担当                                                                                          |
| 516-11     | 伊勢郵便局     | 伊勢郵便局     | 伊勢市                         | 2000年まで宮本郵便局の担当 |
| 516-12     | 伊勢郵便局     | 内城田郵便局   | 度会郡度会町                   | 2015年まで一之瀬郵便局の担当 |
| 516-13     | 伊勢郵便局     | 慥柄郵便局     | 度会郡南伊勢町                 | 2015年まで慥柄郵便局の担当 2017年まで南島郵便局の担当                                                                                                   |
| 516-14     | 伊勢郵便局     | 慥柄郵便局     | 度会郡南伊勢町                 | 2017年まで南島郵便局の担当 |
| 516-15     | 伊勢郵便局     | 慥柄郵便局     | 度会郡南伊勢町                 | 2015年まで島津郵便局の担当 2017年まで南島郵便局の担当                                                                                                   |
| 516-21     | 伊勢郵便局     | 内城田郵便局   | 度会郡度会町                   | |
| 517        | 鳥羽郵便局     | 鳥羽郵便局     | 鳥羽市、伊勢市                 | 1980年まで一部区域は加茂郵便局の担当 1986年まで一部区域は的矢郵便局の担当                                                                               |
| 517-02     | 伊勢郵便局     | 磯部郵便局     | 志摩市                         | 1986年まで一部区域は的矢郵便局の担当 |
| 517-04     | 伊勢郵便局     | 阿児郵便局     | 志摩市                         | 2010年まで伊勢支店浜島集配センター（浜島郵便局併設）の担当                                                                                              |
| 517-05     | 伊勢郵便局     | 阿児郵便局     | 志摩市                         | |
| 517-06     | 伊勢郵便局     | 大王郵便局     | 志摩市                         | |
| 517-07     | 伊勢郵便局     | 志摩郵便局     | 志摩市                         | |
| 518        | 上野郵便局     | 上野郵便局     | 伊賀市                         | 1993年2月14日まで一部区域は丸柱郵便局・佐那具郵便局の担当                                                                                               |
| 518-01     | 上野郵便局     | 上野郵便局     | 伊賀市                         | 1998年まで依那古郵便局の担当 |
| 518-02     | 名張郵便局     | 青山郵便局     | 伊賀市                         | 1991年まで一部区域は種生郵便局（現：青山桐ケ丘郵便局）の担当                                                                                            |
| 518-04     | 名張郵便局     | 名張郵便局     | 名張市                         | |
| 518-05     | 名張郵便局     | 名張郵便局     | 名張市                         | 2015年まで国津郵便局の担当 |
| 518-06     | 名張郵便局     | 名張郵便局     | 名張市                         | 1998年に「518-04」より分割 |
| 518-07     | 名張郵便局     | 名張郵便局     | 名張市                         | 1998年に「518-04」より分割 |
| 518-11     | 上野郵便局     | 上野郵便局     | 伊賀市                         | 1998年まで古山郵便局の担当 |
| 518-13     | 上野郵便局     | 阿山郵便局     | 伊賀市                         | 1993年2月14日まで佐那具郵便局・丸柱郵便局・玉滝郵便局の担当 1993年2月14日まで「519-15」「518-13」「519-16」 1993年9月19日まで一部区域は柘植郵便局の担当 |
| 518-14     | 上野郵便局     | 大山田郵便局   | 伊賀市                         | 1982年まで一部区域は阿波郵便局の担当 |
| 519-01     | 亀山郵便局     | 亀山郵便局     | 亀山市                         | |
| 519-02     | 亀山郵便局     | 亀山郵便局     | 亀山市、鈴鹿市                 | 2015年まで川崎郵便局の担当 |
| 519-03     | 鈴鹿郵便局     | 鈴鹿郵便局     | 鈴鹿市                         | 2006年まで鈴峰郵便局の担当 |
| 519-04     | 松阪郵便局     | 玉城郵便局     | 度会郡玉城町                   | |
| 519-05     | 伊勢郵便局     | 伊勢郵便局     | 伊勢市                         | 2006年まで小俣郵便局の担当 |
| 519-06     | 伊勢郵便局     | 伊勢郵便局     | 伊勢市                         | 2006年まで二見郵便局の担当 |
| 519-11     | 亀山郵便局     | 亀山郵便局     | 亀山市                         | 2006年まで関郵便局の担当 |
| 519-14     | 上野郵便局     | 伊賀郵便局     | 伊賀市                         | 1993年9月19日まで春日郵便局 1993年9月19日まで一部区域は柘植郵便局の担当                                                                                 |
| 519-17     | 上野郵便局     | 上野郵便局     | 伊賀市                         | 2015年まで島ヶ原郵便局の担当 |
| 519-21     | 大台郵便局     | 多気郵便局     | 松阪市、多気郡多気町           | |
| 519-22     | 大台郵便局     | 多気郵便局     | 多気郡多気町                   | 2015年まで丹生郵便局の担当 |
| 519-24     | 大台郵便局     | 大台郵便局     | 多気郡大台町                   | 1998年まで一部区域は川添郵便局の担当 |
| 519-25     | 大台郵便局     | 荻原郵便局     | 多気郡大台町                   | |
| 519-26     | 大台郵便局     | 荻原郵便局     | 多気郡大台町                   | 2007年まで大杉谷郵便局の担当 |
| 519-27     | 大台郵便局     | 大宮郵便局     | 度会郡大紀町                   | 1998年まで一部区域は川添郵便局の担当 |
| 519-28     | 大台郵便局     | 紀勢郵便局     | 度会郡大紀町                   | |
| 519-29     | 大台郵便局     | 紀勢郵便局     | 度会郡大紀町                   | 2015年まで錦郵便局の担当 |
| 519-31     | 大台郵便局     | 紀勢郵便局     | 度会郡大紀町                   | 2007年まで大内山郵便局の担当 |
| 519-32     | 尾鷲郵便局     | 紀伊長島郵便局 | 北牟婁郡紀北町                 | |
| 519-34     | 尾鷲郵便局     | 海山郵便局     | 北牟婁郡紀北町、尾鷲市         | 1982年まで一部区域は船津郵便局・桂城郵便局の担当 |
| 519-36     | 尾鷲郵便局     | 尾鷲郵便局     | 尾鷲市                         | |
| 519-37     | 尾鷲郵便局     | 尾鷲郵便局     | 尾鷲市                         | 2006年まで九鬼郵便局の担当 |
| 519-38     | 尾鷲郵便局     | 尾鷲郵便局     | 尾鷲市                         | 2006年まで北輪内郵便局の担当 |
| 519-39     | 尾鷲郵便局     | 尾鷲郵便局     | 尾鷲市                         | 2006年まで賀田郵便局の担当 |
| 519-42     | 熊野郵便局     | 熊野郵便局     | 熊野市                         | 2006年まで新鹿郵便局の担当 |
| 519-43     | 熊野郵便局     | 熊野郵便局     | 熊野市                         | 1995年まで一部区域は神志山郵便局（現：御浜神志山郵便局）の担当                                                                                          |
| 519-44     | 熊野郵便局     | 熊野郵便局     | 熊野市                         | 2006年まで神川郵便局の担当 |
| 519-45     | 熊野郵便局     | 熊野郵便局     | 熊野市                         | 2006年まで飛鳥郵便局の担当 |
| 519-46     | 熊野郵便局     | 五郷郵便局     | 熊野市                         | |
| 519-52     | 熊野郵便局     | 阿田和郵便局   | 南牟婁郡御浜町                 | 1995年まで一部区域は神志山郵便局（現：御浜神志山郵便局）の担当                                                                                          |
| 519-53     | 熊野郵便局     | 阿田和郵便局   | 南牟婁郡御浜町                 | 2015年まで尾呂志郵便局の担当 |
| 519-54     | 熊野郵便局     | 入鹿郵便局     | 熊野市                         | 1992年まで一部区域は西山郵便局の担当 |
| 519-57     | 熊野郵便局     | 鵜殿郵便局     | 南牟婁郡紀宝町                 | |
| 519-58     | 熊野郵便局     | 鵜殿郵便局     | 南牟婁郡紀宝町                 | 2007年まで相野谷郵便局の担当 |